# Blauet aiguamarina
El blauet aiguamarina (Alcedo coerulescens) és una espècie d'ocell de la família dels alcedínids (Alcedinidae) que habita manglars i pantans costaners de les illes de la Sonda, a Sumatra, Java, Bali, Lombok i Sumbawa.